# Газеле (бронепалубен крайцер, 1898)
Газеле (на немски: SMS Gazelle) е немски бронепалубен крайцер от времето на Първата световна война, главен кораб на серията от десетте кораба на типа „Газеле“, построени за Имперския германски флот. В 1897 г. е заложен на стапелите на корабостроителницата „Germaniawerft“ в Кил, спуснат на вода през март 1898 г., в октомври 1900 г. влиза в състава на Хохзеефлоте (Флота на откритото море). Въоръжен е с батарея от десет 105 mm оръдия и три 450 mm торпедни апарати. Развива скорост от 19,5 възела (36,1 km/h).
Изначално предназначен за колониална служба „Газеле“ взема участие във венецуелската криза 1902 – 03 г. Връща се в германски води 1904 г. и служи в състава на флота до 1914 г. След започването на Първата световна война, през август 1914 г., служи в като кораб на бреговата отбрана, докато в нощта на 25 към 26 януари 1916 г. не се натъква на мина при нос Аркона. Командването на флота решава, че „Газеле“ няма смисъл да се възстановява и крайцерът е преобразуван на минен блокшив и остава в тази роля до края на войната. В август 1920 г. „Газеле“ е зачеркнат от военноморския регистър и продаден за скрап.

## Описание
„Газеле“ е заложен по договор „G“, корпусът е заложен в „Germaniawerft“ 1897 г. Спуснат на вода на 31 март 1898 г., след което започват довършителните работи. На 6 октомври 1900 влиза в състава на Флота на откритото море. 105 m дълъг, 12,2 m широк, с газене от 4,84 m, водоизместимост 2963 t при пълно бойно натоварване. Двигателната установка се състои от две „Компаунд“ трицилиндрови парни машини производство на AG-Germania. Тя развива мощност от 6 хиляди конски сили (4,5 kW), корабът развива скорост 19,5 възела (36,1 km/h). Парата за машините се образува в осем котли система „Никлос“. Крайцерът може да носи 500 тона въглища, което осигурява далечина на плаване от 3570 морски мили (6610 km) на скорост в 10 възела (19 km/h). Екипажът се състои от 14 офицера и 243 матроса.
Въоръжението на крайцера са десет 105 mm скорострелни оръдия система SK L/40 на единични лафети. Две оръдия са в редица на носа, шест по бордовете, по три на всеки борд и две в редица на кърмата. Общият им боекомплект са 1000 изстрела, по 100 на оръдие. Оръдията са с прицелна далечина на стрелбата 12 200 m. Също кораба е въоръжен с три 450 mm торпедни апарати с осем торпеда. Един апарат е в носа на корпуса под водата, два са в торпедни амбразури на всеки борд. Кораба е защитен от бронирана палуба дебела от 20 до 25 mm. Дебелината на стените на рубката е 80 mm, оръдията са защитени с тънки щитове с 50 mm дебелина.

## История на службата
След влизането в строй „Газеле“ от 1902 до 1904 г. провежда в чужбина. Корабът е част от американската ескадра. От декември 1902 г. „Газеле“ взема участие във Венецуелската криза 1902 – 03 година. Английски и германски кораби установяват блокада на венецуелското крайбрежие, за да си осигурят изплащането на дългове. „Газеле“ и небронираният крайцер „Фалке“ са германското участие в обединената ескадра, в която има четири британски крайцера и три по-малки кораба. По време на съществуването на блокадата е конфискувана венецуелската канонерска лодка „Restaurador“. Немците я правят част от своя флот под името SMS Restaurador и превеждат на нея част от екипажа на „Газеле“, канонерката е поставена под командване на капитан-лейтенант Титус Тюрк (Titus Türk). През февруари 1903 г. венецуелското правителство се съгласява да изплати дълговете и конфронтация завършва. Януари 1904 „Газеле“ прави посещение на добра воля в Ню Орлиънс заедно с крайцера „Винета“ и два други военни кораба. В този период кораба е командван от корветенкапитан Райнхард Шеер (бъдещ адмирал и командващ на Хохзеефлоте).
Със завръщането си в Германия „Газеле“ до 1914 носи служба в състава на Хохзеефлоте, след което е кораб на бреговата отбрана. Първите две години от войната крайцера носи служба в Балтийско море. На 17 ноември, в хода на патрулиране в Балтика, „Газеле“ е атакуван от британската подводница Е9, която изстрелва по него две торпеда, които пропускат целта. В нощта на 25 към 26 януари северно от нос Аркона крайцера се натъква на руски мини. Взрива откъсва и двата винта, кораба е отбуксиран в пристанището. На 22 февруари командването на флота решава, че стария крайцер не си струва да се възстановява и той е отстранен от служба и преобразуван в блокшив за минни заградители, служи първо в Данциг, после в Куксхафен. В 1918 г. крайцера е преведен във Вилхелмсхафен. След края на войната „Газеле“ на 28 август 1920 г. е изключен от списъците на флота и предадена за скрап във Вилхелмсхафен.

## Коментари
1. ↑  Префиксът „SMS“ е от на немски: Seiner Majestat Schiff (Кораб на Негово Величество).
2. ↑  Германските кораби при началото на тяхното строителство получават временни имена. За новите кораби се избират букви. Тези кораби, които трябва да заменят стари или загубени кораби получават приставката „Ерзац“ пред името на заменяемия кораб.